# Afrogyrus starmuehlneri
Africanogyrus starmuehlneri és una espècie de mol·lusc gastròpode d'aigua dolça de la família Planorbidae.

## Distribució geogràfica
És un endemisme de Madagascar.